# Mario Bonetti (ammiraglio)
Mario Bonetti (Arezzo, 3 marzo 1888 – Genova, 19 febbraio 1961) è stato un ammiraglio italiano.

## Biografia
Mario Bonetti nacque ad Arezzo nel 1888 ed entrò nell'Accademia navale di Livorno nel 1906, uscendone nel 1909 col grado di guardiamarina. I suoi primi imbarchi furono sugli incrociatori corazzati Pisa e San Marco; nel corso della Guerra italo-turca Bonetti si distinse al comando di compagnie da sbarco a Derna e Tobruk, ricevendo per questo la Croce di Guerra al Valor Militare.
Nel corso della prima guerra mondiale, Bonetti prestò servizio per 21 mesi su sommergibili col grado di tenente di vascello, dapprima sui sommergibili F 7 e F 13 e successivamente al comando dell'F 10; durante tale periodo ricevette una Medaglia d'Argento al Valor Militare. Successivamente fu comandante in seconda del cacciatorpediniere Ardito, ricevendo un encomio solenne per un'azione nel settembre 1917.
Dal 1920 al 1926 Bonetti, col grado di capitano di corvetta, comandò la nave idrografica Ammiraglio Magnaghi durante varie campagne idrografiche nei mari italiani (tranne che per un anno, quando fu assegnato all'Ufficio Idrografico di Genova), e poi il sommergibile N 3. Nel 1923 conseguì il brevetto di specializzazione in scienze nautiche ed idrografia. Nel 1927 fu promosso a capitano di fregata e destinato al comando dell'esploratore Quarto e poi dei sommergibili Balilla ed Antonio Sciesa. Successivamente, diresse per tre anni l'Istituto Idrografico, per poi essere promosso a capitano di vascello e tornare a comandare l'Ammiraglio Magnaghi ed il Gruppo navi idrografiche che dal 1934 al 1938 condussero varie campagne idrografiche in Mar Rosso.
Nel novembre 1940 Bonetti fu promosso a contrammiraglio, ed alla fine dell'anno fu trasferito in Eritrea e destinato al comando del Comando Superiore Navale Africa Orientale Italiana, con sede a Massaua. 
Pochi mesi dopo, mentre era in corso la battaglia di Cheren, divenne evidente che la caduta dell'Eritrea e di Massaua erano solo questione di tempo; Bonetti dovette pianificare il salvataggio delle poche unità in grado di affrontare una traversata oceanica, e la distruzione di tutte le navi restanti per impedire che cadessero in mano nemica. Per suo ordine, i sommergibili Perla, Galileo Ferraris, Archimede e Guglielmotti partirono a marzo 1941 diretti a Bordeaux, sede della base atlantica italiana di Betasom, mentre la nave coloniale Eritrea, la motonave Himalaya e gli incrociatori ausiliari RAMB I e RAMB II partirono per il Giappone.  Tra il 31 marzo ed il 2 aprile gli ultimi cinque cacciatorpediniere rimasti (Nazario Sauro, Daniele Manin, Cesare Battisti, Tigre, Leone e Pantera) furono fatti partire per una missione senza ritorno contro Porto Sudan; tutte le altre navi, per ordine di Bonetti, si autoaffondarono per non essere catturate, in parte nel porto di Massaua ed in parte nell'arcipelago delle Dahlak. Bonetti organizzò l'autoaffondamento delle navi di Massaua (nove mercantili italiani, cinque tedeschi, le torpediniere Giovanni Acerbi e Vincenzo Giordano Orsini, il posamine Ostia, due cannoniere e tre rimorchiatori, oltre a due bacini galleggianti ed un pontone gru) in modo che i relitti bloccassero gli accessi del porto e lo rendessero inutilizzabile per un lungo periodo. Tutte le navi si autoaffondarono tra l'1 e l'8 aprile 1941.
Bonetti era anche il comandante della piazzaforte di Massaua e della sua guarnigione, che contava circa 10.000 uomini; dopo la fine della battaglia di Cheren, tale contingente rappresentava l'ultima presenza militare italiana in Eritrea, insieme ad alcune centinaia di uomini nella base di Assab. Massaua fu accerchiata dalle forze del Commonwealth il 5 aprile 1941; il generale britannico Lewis Heath telefonò a Bonetti intimandogli di arrendersi e di non ostruire il porto mediante l'autoaffondamento di navi, minacciando in caso contrario di abbandonare al suo destino la popolazione civile italiana in Africa Orientale. Bonetti rifiutò per due volte l'ultimatum; l'8 aprile la 7ª e 10ª Brigata Indiana attaccarono simultaneamente Massaua, appoggiate da carri armati del 4th Royal Tank Regiment, da truppe della Francia Libera e dalla RAF, che bombardò le postazioni d'artiglieria italiane. Mentre l'attacco della 7ª Brigata Indiana fu respinto, quello della 10ª Brigata e dei carri armati riuscì a penetrare le difese sul lato occidentale della piazzaforte, mentre le forze golliste sfondarono nel settore sudoccidentale. Nel pomeriggio dell'8 aprile Bonetti capitolò, dopo aver fatto gettare quanto più materiale possibile nelle acque del porto.
Per la sua difesa di Massaua, Bonetti fu decorato dall'Italia con la croce di ufficiale dell'Ordine Militare d'Italia e dalla Germania con la croce dell'Ordine dell'Aquila Tedesca. Internato in un campo di prigionia in India, vi rimase fino al 1945.
Rimpatriato a guerra finita, Bonetti venne promosso ad ammiraglio di divisione e posto al comando dell'Accademia Navale; fu posto in ausiliaria per limiti di età nell'ottobre 1947. Nel 1956 fu promosso ammiraglio di squadra e trasferito nella riserva. Morì a Genova il 19 febbraio 1961.